# Epoch
Epoch – drugi pełny album zespołu Fen. Wydany 11 lutego 2011 roku nakładem wytwórni Code666 Records.

## Lista utworów
1. Epoch - 6:18
2. Ghosts of the Flood - 6:25
3. Of Wilderness and Ruin - 8:18
4. The Gibbet Elms - 6:29
5. Carrier of Echoes - 10:38
6. Half-Light Eternal - 8:22
7. A Waning Solace - 9:51
8. Ashbringer - 8:34

## Skład zespołu
1. The Watcher - wokale, gitary, keyboard
2. Aethelwalh - keyboard
3. Grungyn - bas
4. Theutus - perkusja